# Matteo Anesi
Matteo Anesi (ur. 16 sierpnia 1984 w Baselga di Pinè) – włoski łyżwiarz szybki, złoty medalista olimpijski i dwukrotny wicemistrz świata.

## Kariera
Największy sukces w karierze Matteo Anesi osiągnął w 2006 roku, kiedy wspólnie z Enrico Fabrisem, Ippolito Sanfratello oraz Stefano Donagrandim zdobył złoty medal w biegu drużynowym podczas igrzysk olimpijskich w Turynie. Na tych samych igrzyskach zajął 29. miejsce w biegu na 1500 m. Na rozgrywanych cztery lata później igrzyskach w Vancouver był szósty w drużynie i dwunasty na dystansie na 1500 m. Brał także udział w igrzyskach w Soczi w 2014 roku, gdzie bieg na 1500 m ukończył na 29. pozycji. W 2005 roku razem Fabrisem i Sanfratello zdobył srebrny medal w biegu drużynowym podczas mistrzostw świata na dystansach w Inzell. Wynik ten Włosi z Anesim w składzie powtórzyli na rozgrywanych trzy lata później mistrzostwach świata na dystansach w Nagano. Indywidualnie był między innymi jedenasty podczas wielobojowych mistrzostw świata w Heerenveen w 2010 roku. Nigdy nie stawał na podium zawodów Pucharu Świata.